# Processus d'occupation coloniale de l'Algérie (1830-1902)
Le processus d'occupation coloniale de l'Algérie ou le Génocide des Algériens fait référence aux opérations militaires à visée coloniales menées entre 1830 et 1902 lors de l'occupation française de l'Algérie,. Ces opérations incluaient fréquemment des pratiques telles que le nettoyage ethnique, les massacres et les déportations forcées, visant à réprimer les rébellions claniques des populations indigènes algériennes. Sur une population estimée à 3 millions de personnes, entre 500 000 et 1 million d'Algériens ont été tués,,. Plusieurs gouvernements et chercheurs considèrent aujourd’hui que les actions de la France en Algérie constituent un génocide,.

## Contexte historique
Le gouvernement français ultra du prince de Polignac espérait à travers l'occupation de territoires étrangers faire revivre les conquêtes militaires de Napoléon et consolider l’influence française dans le bassin occidental de la Méditerranée. Cela permettait également de juguler l'opposition intérieure pour renouer avec le prestige monarchique dont rêvait Charles X (roi de France de 1824 à 1830), de ne pas avoir à payer une ancienne dette blé générée par le royaume de France à l'égard de l'Algérie, et spolier la trésorerie de l'Algérie et du Dey d'Alger.
Charles X utilise le prétexte fallacieux du désaccord entre l'ambassadeur de France en Algérie et le Dey d'Alger pour justifier des expéditions militaires.
Par ailleurs, il utilise également le prétexte de la traite des esclaves, quasiment disparue en 1830 en Algérie (où la plupart des esclaves avaient en fait le statut de travailleurs libres), contrairemment à la France, qui l'avait rétablie jusqu'en 1848.
À cette époque, l'économie de l'Algérie, alors royaume autonome de l'Empire ottoman, est en déclin en raison des activités d'occupation napoléoniennes en Europe, qui avaient bloqué le commerce pendant plusieurs années. Pour compenser ces pertes économiques, le gouvernement algérien intensifie la taxation de la population, ce qui est mal vécu par cette dernière.
Après l'occupation coloniale d'Alger, la France étend son emprise sur le reste du territoire algérien. Toutefois, cela ne signifie pas un arrêt de la résistance autochtone. De nombreuses révoltes claniques et actions de résistance contre les colons et les troupes françaises persistent tout au long de cette période et jusqu'en 1954 (date considérée par certains historiens comme le début officiel de la Révolution algérienne). Pour les réprimer, la France mène plusieurs campagnes et opérations de colonisation durant plus de 70 ans, de 1830 à 1901.

## Campagnes

### Campagnes contre l'émir Abdelkader

#### Première campagne contre Abdelkader (1835-1837)
Les anciens clans des régions proches de Mascara désignent ʿAbd Al-Qādir (Abdelkader), alors âgé de 25 ans, pour mener le djihad contre les Français. Reconnu comme Amir al-Muminin (commandant des croyants), il rallie rapidement le soutien des clans de l'ouest du pays. En 1834, il signe un traité avec le général Desmichels, commandant militaire du département colonial d'Oran. Accepté à contrecœur par l'administration française, cet accord contraint la France à reconnaître Abdelkader comme souverain des territoires de la province d'Oran non occupés par les Français et lui permet d'envoyer des consuls dans les villes sous occupation française. Le traité ne stipule pas qu'Abdelkader doit reconnaître l'occupation française, une omission délibérée dans la version française du texte. Il profite de la trêve instaurée par cet accord pour étendre son influence auprès des clans de l'ouest et du centre de l'Algérie.
Ignorant du danger que représentaient les activités d'Abdelkader, le gouverneur Drouet d'Erlon ne réagit pas, mais le général Camille Alphonse Trézel, alors en poste à Oran, perçut la menace et tenta de détacher certaines tribus de l'influence d'Abdelkader. Après avoir convaincu deux clans proches d'Oran de reconnaître la souveraineté française, Abdelkader envoya des troupes pour les déplacer vers l'intérieur des terres, loin de l'influence française. En réponse, Trézel mobilisa une colonne de soldats et marcha depuis Oran pour protéger ces tribus le 16 juin 1835. Après un échange de menaces, Abdelkader rappela son consul d'Oran et expulsa le consul français de Mascara, ce qui équivalait à une déclaration de guerre.
Les deux camps s'affrontèrent lors d'un combat sanglant mais indécis près de la rivière Sig. Cependant, alors que les Français, à court de vivres, amorçaient leur retraite vers Arzew, Abdelkader mobilisa 20 000 hommes et attaqua la colonne affaiblie. Lors de la bataille de la Macta (28 juin 1835), il infligea une sévère défaite aux soldats français, leur faisant perdre 500 soldats. Ce revers entraîna le rappel de Drouet d'Erlon.
Le général Clauzel fut nommé une seconde fois pour remplacer Drouet d'Erlon et mena une offensive contre Mascara en décembre de la même année. Cependant, prévenu à l'avance, Abdelkader avait déjà évacué la ville. En janvier 1836, Clausel occupa Tlemcen et y installa une garnison avant de retourner à Alger pour préparer une attaque contre Constantine.
Pendant ce temps, Abdelkader continua de harceler les troupes françaises à Tlemcen, ce qui conduisit à l'envoi de renforts sous le commandement de Thomas Robert Bugeaud, un vétéran des guerres napoléoniennes. Chargé de "sécuriser" la région jusqu'à la rivière Tafna et de ravitailler la garnison, la présence des troupes poussa Abdelkader à battre en retraite. Ce dernier choisit cependant de livrer bataille sur les rives de la rivière Sikkak.
Le 6 juillet 1836, Bugeaud remporta une victoire décisive lors de la bataille de Sikkak, subissant moins de 50 pertes contre plus de 1 000 du côté d'Abdelkader. Cet affrontement fut l'un des rares combats en champ ouvert livrés par le chef algérien. Après cette défaite, il limita autant que possible ses actions à des attaques de type guérilla.
En mai 1837, Thomas Robert Bugeaud, alors commandant d'Oran, négocie le traité de la Tafna avec Abdelkader qui reconnaît effectivement le contrôle d'Abdelkader sur une grande partie de l'intérieur de ce qui est aujourd'hui l'Algérie[réf. nécessaire].

#### Deuxième campagne contre Abdelkader (1839-1847)
Abdelkader utilisa le traité de la Tafna pour renforcer son autorité sur les tribus de l'intérieur en fondant de nouvelles villes à l'abri du contrôle français. Il s'efforça également de mobiliser la population sous domination française, encourageant la résistance tant par des moyens pacifiques que militaires.
Désireux d'affronter à nouveau les Français, il revendiqua, en vertu du traité, un territoire incluant l'axe principal reliant Alger à Constantine. Lorsque, à la fin de l'année 1839, les troupes françaises contestèrent cette revendication en traversant un défilé montagneux connu sous le nom des Portes de Fer, Abdelkader y vit une violation du traité et lança un nouvel appel au jihad.
Tout au long de l'année 1840, il mena une guerre contre les Français dans les territoires d'Alger et d'Oran. L'incapacité du gouverneur Valée à contrer efficacement ses attaques entraîna son remplacement en décembre 1840 par le général Bugeaud.
Bugeaud mit en place une stratégie de la terre brûlée, associée à des colonnes de cavalerie mobiles, inspirées de celles utilisées par Abdelkader, afin de lui reprendre progressivement du terrain. Les tactiques employées par les troupes françaises étaient brutales, infligeant de lourdes souffrances à la population[réf. nécessaire].
Face à cette pression, Abdelkader fut contraint d’établir un quartier général mobile, connu sous le nom de smala ou zmelah. En 1843, alors qu’il était absent, les forces françaises parvinrent à attaquer et piller son camp, capturant plus de 5 000 combattants ainsi que son trésor de guerre.
Finalement coincé entre les troupes françaises et alaouites (du sultanat alaouite) qui collaboraient avec les soldats coloniaux français à la frontière en décembre 1847, Abdelkader impose ses conditions aux soldats français afin d'éviter d'avantages d'effusions et s'exiler Moyen-Orient. Les Français ont violé les termes de l'accord en le détenant en France jusqu'en 1852, date à laquelle il a été autorisé à se rendre à Damas.[réf. nécessaire]

### Conquête du Sahara (1881–1901)

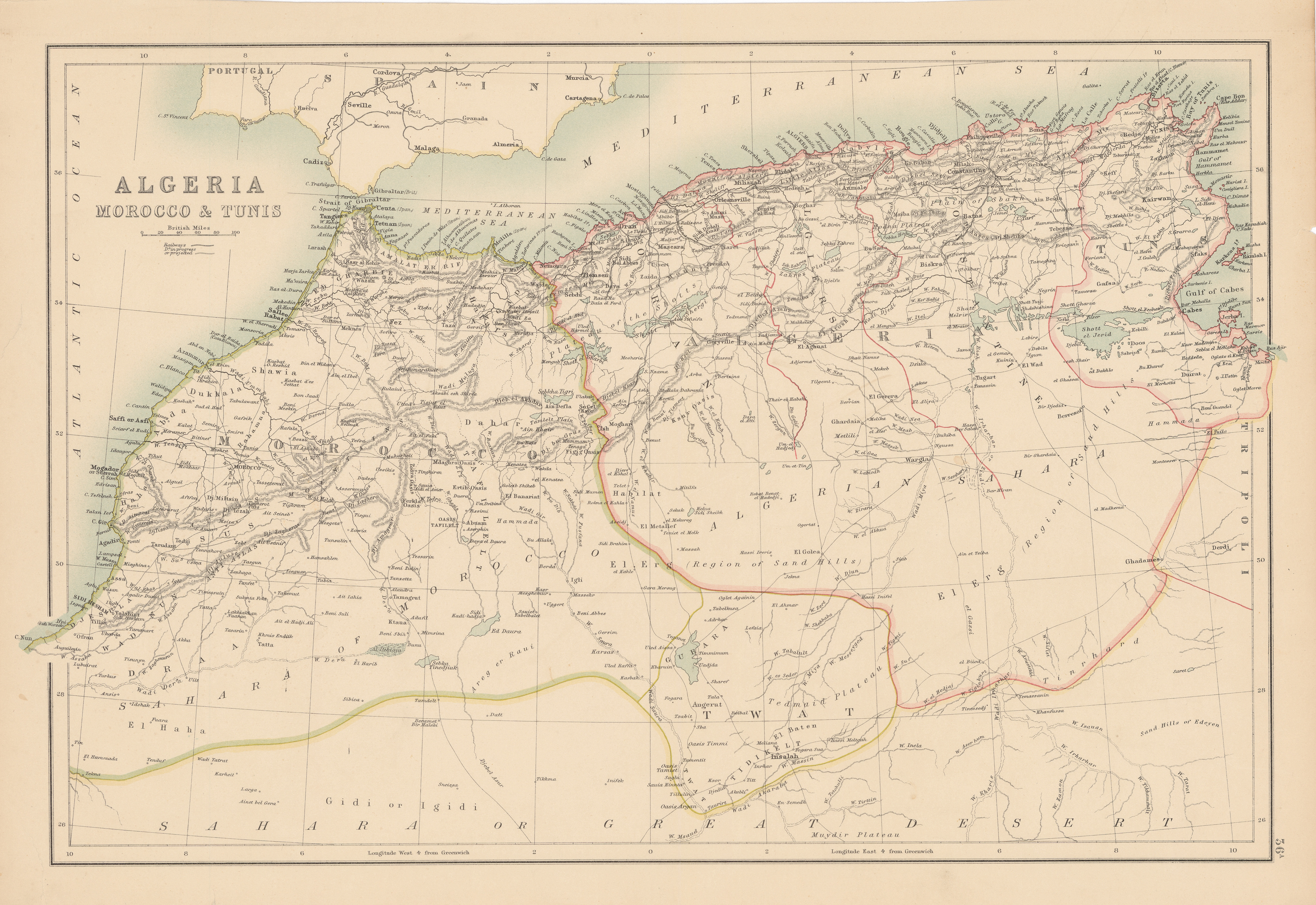
Le Maghreb dans la seconde moitié du XIXe siècle

Dans les années 1890, l’administration et l’armée françaises réclamèrent l’annexion du Touat, du Gourara et du Tidikelt.
Un conflit armé oppose les divisions françaises du 19e corps d'Oran et d'Alger aux habitants de ces régions. Le conflit prit fin avec l'annexion de la région Touat-Gourara-Tidikelt par la France en 1901.
La frontière floue (non déterminée par des frontières immuables) entre l'Algérie et le sultanat alaouite favorise les incursions et les attaques perpétrées par les tribus marocaines.
Quelques jours après la bataille de Taghit, le 2 septembre, 148 légionnaires de la 2ème compagnie montée du 2ᵉ REI, commandée par le capitaine Vauchez et le lieutenant Selchauhansen, ainsi que 20 spahis et 2 mokhaznis, faisant partie de l'escorte d'un convoi de ravitaillement, furent pris en embuscade à El-Moungar par 3 000 hommes des tribus alaouites.

## Atrocités et actions génocidaires
Lors du processus d'occupation coloniale de l'Algérie, les contingents coloniaux français adoptèrent une politique de la terre brûlée contre la population algérienne. De retour d'un voyage d'enquête en Algérie, Tocqueville écrivit : « nous rendons la guerre bien plus barbare que les [Algériens] eux-mêmes [...] c'est à leur part que la civilisation se situe. » Le colonel Montagnac affirma que l'objectif de la pacification était de « détruire tout ce qui rampe à nos pieds comme des chiens. » La politique de la terre brûlée, décidée par le gouverneur général Bugeaud, eut des effets dévastateurs sur les équilibres socio-économiques et alimentaires du pays : "nous tirons peu de balles, nous brûlons tous les douars, tous les villages, toutes les huttes ; l'ennemi fuit en emportant son troupeau." Selon Olivier Le Cour Grandmaison, la colonisation de l'Algérie conduisit à l'extermination d'un tiers de la population en raison de causes multiples (massacres, déportations, famines ou épidémies), toutes interconnectées[réf. nécessaire].
Les forces d'occupation coloniale françaises ont déporté et banni des clans algériens entiers. Les grandes familles maures (d'origine espagnole) de Tlemcen furent exilées en Orient (Levant), et d'autres furent émigrées ailleurs. Les clans jugés  trop gênants furent bannis, et certains se réfugièrent en Tunisie et même en Syrie. D’autres clans furent déportés en Nouvelle-Calédonie ou en Guyane,. Les forces coloniales françaises se sont également livrées à des massacres massifs de clans entiers. Les 500 hommes, femmes et enfants de la tribu d'El Oufia ont été tués en une nuit. Environ 700 membres du clan des Ouled Rhia ont été tués par asphyxie dans une grotte les 18 et 19 juin 1845.

## Génocide et révisionisme

### Eléments constitutifs du génocide
Certains chercheurs et intellectuels estiment que la colonisation française en Algérie (1830-1962) a présenté des caractéristiques pouvant s'apparenter à un génocide, notamment :
- Destruction des structures sociales et culturelles : La colonisation a entraîné la désintégration des structures claniques historiques et millénaires, la spoliation des terres et la suppression des pratiques culturelles et religieuses. La spoliation légalisée des terres mise en place par l'administration coloniale a entraîné une dispersion de la population autochtone et la destruction de la structure sociale tribale[14].
- Massacres de grande ampleur : Des événements tels que les enfumades (extermination par asphyxie de tribus entières dans des grottes, comme celle des Ouled Riah en 1845), souvent cités comme des actes d'extermination de masse.
- Déportations et famines : De nombreuses tribus ont été expulsées de leurs terres, et des centaines de milliers de personnes ont été déplacées. L'occupation française a également contribué à des famines massives, notamment celle de 1866-1868, qui a causé la mort de centaines de milliers d'Algériens[réf. nécessaire].
- Volonté d'effacement identitaire : selon un conseiller présidentiel, certains aspects de la politique coloniale, comme l'interdiction de l'enseignement en amazigh ou en arabe algérien ou l'éradication des élites locales, pourraient être interprétés comme une tentative d'effacer une identité nationale[15],[16].
- Maintien hors de l'instruction des Algériens et Algériennes : Les Algériens étaient, avant l'occupation coloniale, plus instruits que la plupart des jeunes Européens. Au moment de l'invasion coloniale, le taux des Algériens alphabétisés était supérieur à celui des Français. À la fin de l'occupation coloniale, 13,7 % des hommes algériens savaient lire et moins de 1% des femmes algériennes[17].

### Qualification de génocide à l'international
Plusieurs hommes politiques, chercheurs et chercheuses spécialisés dans l'histoire de l'occupation coloniale et de l'Algérie reconnaissent les éléments constitutifs des génocides :

#### En Algérie
- Le président Abdelmadjid Tebboune, qualifie la colonisation française de « génocide »[18].

« Nous étions une population d'environ quatre millions, et 132 ans plus tard nous étions à peine neuf millions. Il y a eu un génocide. »

#### En Europe

##### Pologne
Raphael Lemkin, l'inventeur de la notion de « génocide » au XXe siècle considère le processus d'occupation colonial de l'Algérie comme un génocide.
« Dans les dernières années de sa vie, Raphael Lemkin a approfondi ces idées dans ses recherches sur les génocides français contre les Algériens et la culture [amazighe, arabe et musulmane]. En 1956, il a collaboré avec Muhammed H. El-Farra, chef du Bureau de la délégation des États arabes auprès de l’ONU, pour rédiger un article appelant les Nations unies à inculper des responsables français pour génocide.
Le texte conservé dans les archives de Lemkin contient ses annotations et commentaires. Il est notable qu'El-Farra ait employé un langage très proche de celui de Lemkin, affirmant que la France menait une "politique à long terme d’exploitation et de spoliation" dans ses territoires coloniaux, forçant près d'un million de sujets [amazighs et arabes] coloniaux à vivre dans la pauvreté et la famine, dans des "conditions de vie délibérément infligées aux populations arabes pour provoquer leur destruction".
El-Farra poursuivait en accusant les autorités françaises de commettre un génocide national en persécutant, exilant, torturant et emprisonnant arbitrairement, dans des conditions nuisibles à leur santé, les leaders algériens chargés de porter et de promouvoir la conscience nationale et la culture algérienne. Il incluait parmi eux non seulement des dirigeants politiques, mais aussi des enseignants, écrivains, poètes, journalistes, artistes et chefs spirituels. »

#### Reconnaissance d'éléments génocidaires
- Raphaëlle Branche et Olivier Le Cour Grandmaison soulignent les massacres de grande ampleur, la destruction des structures sociales et les famines provoquées par les politiques coloniales comme des éléments pouvant relever d’une logique exterminatrice.
- L'historien Mohammed Harbi et l'anthropologue Malika Rahal évoquent un processus de déshumanisation et d’extermination partielle de la population autochtone.
- Jean-Louis Triaud, spécialiste de l’histoire coloniale, met en avant les enfumades (notamment celles des Ouled Riah en 1845), les massacres de tribus entières et la famine de 1866-1868 qui fit environ un tiers de la population algérienne[réf. nécessaire].
- Emmanuel Macron a reconnu des crimes contre l'humanité (2017) mais n'a pas utilisé le terme de génocide.

#### Afrique du Sud et Namibie
Des mouvements panafricains comparent la colonisation de l’Algérie au génocide des Hereros et Namas par l'Allemagne, reconnu comme génocide par Berlin en 2021[réf. nécessaire].

#### Amérique Latine
- Venezuela, Cuba et Bolivie : Des dirigeants comme Hugo Chávez et Evo Morales ont assimilé la colonisation française en Algérie aux génocides des peuples indigènes en Amérique.
- Mexique : Certains historiens latino-américains incluent la colonisation de l’Algérie dans une critique plus large du colonialisme génocidaire européen.